# Bafoussam Airport
Bafoussam Airport är en flygplats i Kamerun.   Den ligger i regionen Västra regionen, i den västra delen av landet, 230 km nordväst om huvudstaden Yaoundé. Bafoussam Airport ligger 1 325 meter över havet.
Terrängen runt Bafoussam Airport är platt åt nordväst, men åt sydost är den kuperad. Trakten runt Bafoussam Airport är tätbefolkad, med 591 invånare per kvadratkilometer. Närmaste större samhälle är Bafoussam, 9,6 km sydost om Bafoussam Airport. Trakten runt Bafoussam Airport är i huvudsak tätbebyggd.